# 松田昇 (野球)
松田 昇（まつだ のぼる、1905年5月8日 - 1982年11月20日）は、日本の高校野球指導者。高知県高等学校野球連盟初代理事長。天津商、高知商業高校、明徳高校野球部元監督。

## 来歴
高知市弥生町の農家に生まれた松田は、高知商業学校、関西大学を経て、一度母校の監督に就任したが満州に渡り、蒙彊電業に勤務する傍ら、天津商の監督に就任し、1938年、1939年の夏の甲子園大会に出場し早くから高校野球に携わっていた。
日本に引き揚げたのち、1947年8月、母校の教師となり、同時に野球部の部長兼監督に就任する。1948年、同校を春夏連続で甲子園出場させ、ともにベスト8進出。また、同年には高知県高等学校野球連盟を発足させ、初代理事長に就任。戦前は野球後進県だった高知県を野球強豪県へ変貌させることに邁進する。1950年の第22回選抜高等学校野球大会では準優勝を果たした。1954年は春夏連続出場し、春はベスト8、夏はベスト4。一旦部長に退いた1957年の第29回選抜高等学校野球大会では2度目の準優勝を果たした。その後、1958年夏はベスト4、1959年は春夏ともにベスト8に進出し、高知商を全国の強豪に仲間入りさせた。1964年に退任するまで、同校を監督として春夏10回（春5回、夏5回）出場させ、18勝10敗。部長として春1回（1957年）、夏1回（1961年）出場。
1978年、1973年に開校した明徳中学校の野球部監督に就任。1981年に生徒の進級に伴い、明徳高校の監督に就任した。1982年、第54回選抜高等学校野球大会に同校を初出場させ、初勝利を上げる。2回戦の箕島に敗れた際、「老いた武蔵が若き小次郎にやられました」と述べた。
同年11月19日、秋季四国大会開幕前日、高松市において倒れ、翌20日未明結腸癌のため死去した。前年に開腹手術をしたがすでに手遅れで、「グラウンドで死ねたら本望」と言い、最後の言葉は「ユニホームは用意してあるか」だった。

## 甲子園の成績
- 春：出場6回・8勝6敗
- 夏：出場5回・11勝5敗
- 通算：出場11回・19勝11敗

## 教え子
- 弘瀬昌彦
- 片田謙二
- 須藤豊
- 小松俊広
- 森光正吉
- 山崎武昭
- 高橋善正
- 江本孟紀
- 浜村孝
- 谷脇一夫
- 鹿取義隆
- 藤本茂喜
- 河野博文
- 横田真之
- 高知東生
- 近田豊年